# 开拓者系列运载火箭
开拓者系列小型运载火箭是由中国航天科工集团公司组织研制的一系列使用固体燃料的小型航天运载火箭。目前开拓者一号和开拓者二号已成功发射，并投入生产。开拓者二号甲的初步设计工作已于2002年结束，但截至2022年尚未投入生产。
固体火箭没有液体或液固混用火箭的推力大，只能发射在近地轨道运行的小卫星和微小卫星，但因相对构造简单，简易操作，从各级组装到发射最快可在十二个小时内完成。相比下，长征系列火箭往往需要二至三个月的准备工作，运输、组装、液燃料的低温储存、灌注液体燃料等复杂步骤。液体燃料更容易挥发，在输送、灌注过程中需要重视安全。液体火箭的总体发射过程远没有固体火箭安全、简捷。
开拓者系列固体小型运载火箭的主要目的是使中国具有快速发射近地轨道小卫星的能力。此前只有美國和俄罗斯拥有快速发射能力，因為這類型的火箭多是由美蘇冷戰期間的彈道飛彈，固態上升段退役後改裝為民用而來。美国的金牛座固体运载火箭拥有1320千克的近地运载能力，俄罗斯的起飞号运载火箭拥有532千克的近地运载能力，而中国的开拓者一号只能发射小于100千克的近地微小卫星，另外可以用于反卫星的军事任务。
开拓者二號酬載能力為350千克的近地运载能力，250千克的700公里極地軌道運載能力，此型號於2017年3月3日進行首次發射。

## 型号
- 开拓者一号（KT-1），四级全固体小型航天运载火箭，三次发射，当中一个成功，一个失败，一个发射结果不明。
- 开拓者二号（KT-2），一次发射，并取得成功。
- 开拓者二号甲（KT-2A），未飞。

## 开拓者系列小型运载火箭发射纪录
| 飞行次序 | 火箭序号       | 有效载荷        | 发射时间 （协调世界时） | 目标轨道     | 发射地点                      | 发射结果 |
| -------- | -------------- | --------------- | ----------------------- | ------------ | ----------------------------- | -------- |
| 1        | 开拓者一号遥一 | 清华大学PS1卫星 | 2002年9月15日 10时30分  | 近地极轨道   | 太原卫星发射中心 一号发射阵地 | 失败     |
| 2        | 开拓者一号遥二 | 清华大学PS2卫星 | 2003年9月16日           | 近地极轨道   | 太原卫星发射中心 一号发射阵地 | 基本成功 |
| 不明     | 开拓者一号遥?  | 清华大学PS3卫星 | 2005年6月9日            | 近地极轨道   | 太原卫星发射中心 一号发射阵地 | 不明     |
| 不明     | 开拓者二号遥一 | 天鲲一号        | 2017年3月3日 07时53分   | 太阳同步轨道 | 酒泉卫星发射中心              | 成功     |

## 來源
1. ↑  . 中国航天报. 2003-09-19  [2021-09-06]. （原始内容存档于2020-07-16）.
2. ↑  科轩. . 中国航天科工集团公司新闻中心. 2017-03-03  [2017年3月3日]. （原始内容存档于2017-03-03）.